# Departamento de Facatativá
El departamento de Facatativá es un extinto departamento de Colombia. Fue creado el 5 de agosto de 1908 a partir del departamento de Quesada (creado en 1905) y perduró hasta el 1 de enero de 1910, siendo parte de las reformas administrativas del presidente de la república Rafael Reyes respecto a división territorial. El departamento duró poco, pues Reyes fue depuesto en 1909 y todas sus medidas revertidas a finales del mismo año, por lo cual las 34 entidades territoriales creadas en 1908 fueron suprimidas y el país recobró la división política vigente en 1905, desapareciendo entonces Facatativá como departamento y siendo reunificado el departamento de Cundinamarca.

## División territorial
El departamento estaba conformado por las provincias cundinamarquesas de Facatativá, Guaduas y Rionegro.
Los municipios que conformaban el departamento eran los siguientes, de acuerdo al decreto 916 del 31 de agosto del año 1908:
- Provincia de Facatativá: Facatativá (capital), Anolaima, Bojacá, Zipacón, La Vega, San Francisco, Sasaima, Síquima, Subachoque, Supatá y Villeta.

- Provincia de Guaduas: Guaduas (capital), Beltrán, Bituima, Chaguani, La Paz, Nocaima, Nimaima, Quebradanegra, San Juan de Rioseco, Vergara y Viani.

- Provincia de Rionegro: Pacho (capital), Caparrapí, La Palma, La Peña, Quipile, Nariño, Pulí, Yacopí y Útica.